# جعفرآباد (خوسف)
جعفرآباد یک روستا در ایران است که در دهستان براکوه واقع شده‌است. جعفرآباد ۵ نفر جمعیت دارد.